# Augustus Montague Toplady

Rev. Toplady

Augustus Montague Toplady (* 4. November 1740 in Farnham; † 11. August 1778 in London) war ein anglikanischer Geistlicher und Verfasser von Kirchenliedern.

## Leben
Nach seiner Ausbildung an der Westminster School und dem Trinity College in Dublin wurde er 1762 zum Priester ordiniert und arbeitete zunächst als Vikar in Devon. Nachdem Toplady zunächst der methodistischen Schule John Wesleys gefolgt war, vertrat er später extrem calvinistische Positionen und wurde zum erklärten Rivalen seines Lehrers. Der Streit der beiden Theologen sollte in einem hitzigen literarischen Schlagabtausch kulminieren. Topladys Letter to Mr Wesley (1770) folgte dessen The Consequence Proved (1771), worauf Toplady wiederum in noch größerer Schärfe mit More Work for Mr Wesley (1772) antwortete.
Bekannt wurde Toplady aber vor allem als Verfasser zahlreicher geistlicher Lieder. Am berühmtesten wurde Rock of Ages von 1775, in dem er den deterministischen Standpunkt des Calvinismus in besonderem Maße betont. Inspiriert worden war er hierzu, als er in einer Felsspalte Zuflucht vor einem Unwetter gefunden hatte. Daneben sind etwa die Sammlung Poems on Sacred Subjects (Dublin, 1759) und Psalms and Hymns for Public and Private Worship (London, 1776) zu nennen. Als Topladys bestes Prosawerk gilt der Historic Proof of the Doctrinal Calvinism of the Church of England (London, 1774).
Seine letzten Lebensjahre verbrachte Toplady in London, wo er in einer calvinistischen Kirche in der Orange Street arbeitete.

## Werke
- The Complete Works of Augustus Toplady. Harrisonburg 1987. ISBN 1-59442-078-5